# MLB All-Star Game 1999
MLB All-Star Game 1999 – 70. Mecz Gwiazd ligi MLB, który odbył się 13 lipca 1999 roku na stadionie Fenway Park w Bostonie. Spotkanie zakończyło się zwycięstwem American League All-Stars 4–1. Frekwencja wyniosła 34 187 widzów.
Najbardziej wartościowym zawodnikiem został Pedro Martínez z Boston Red Sox, który zanotował zwycięstwo i zaliczył pięć strikeoutów rozgrywając dwa inningi.

## Wyjściowe składy
| National League | National League | National League | National League | American League | American League   | American League | American League |
| #               | Zawodnik        | Klub            | Pozycja         | #               | Zawodnik          | Klub            | Pozycja         |
| --------------- | --------------- | --------------- | --------------- | --------------- | ----------------- | --------------- | --------------- |
| 1               | Barry Larkin    | Reds            | SS              | 1               | Kenny Lofton      | Indians         | LF              |
| 2               | Larry Walker    | Rockies         | RF              | 2               | Nomar Garciaparra | Red Sox         | SS              |
| 3               | Sammy Sosa      | Cubs            | CF              | 3               | Ken Griffey Jr.   | Mariners        | CF              |
| 4               | Mark McGwire    | Cardinals       | 1B              | 4               | Manny Ramírez     | Indians         | RF              |
| 5               | Matt Williams   | Diamondbacks    | 3B              | 5               | Jim Thome         | Indians         | 1B              |
| 6               | Jeff Bagwell    | Astros          | DH              | 6               | Cal Ripken Jr.    | Orioles         | 3B              |
| 7               | Mike Piazza     | Mets            | C               | 7               | Rafael Palmeiro   | Rangers         | DH              |
| 8               | Jeromy Burnitz  | Brewers         | LF              | 8               | Iván Rodríguez    | Rangers         | C               |
| 9               | Jay Bell        | Diamondbacks    | 2B              | 9               | Roberto Alomar    | Indians         | 2B              |
|                 | Curt Schilling  | Phillies        | P               |                 | Pedro Martínez    | Red Sox         | P               |

| National League                                                          | 0 | 0 | 1 | 0 | 0 | 0 | 0 | 0 | 0 | 1 | 7 | 1 |
| American League                                                          | 2 | 0 | 0 | 2 | 0 | 0 | 2 | 0 | X | 4 | 6 | 2 |
| WP: Pedro Martínez (1–0) LP: Curt Schilling (0–1) SV: John Wetteland (1) |   |   |   |   |   |   |   |   |   |   |   |   |

## Składy
| Miotacze - David Cone (5) - Roberto Hernández (2) - Pedro Martínez (4) - Mike Mussina (5) - Charles Nagy (3) - Troy Percival (3) - Mariano Rivera (2) - José Rosado (2) - John Wetteland (3) - Jeff Zimmerman (1) Łapacze - Brad Ausmus (1) - Iván Rodríguez (8) Designated hitters - Harold Baines (6) - John Jaha (1) - Rafael Palmeiro (4) |  | Wewnątrzpolowi - Roberto Alomar (10) - Ron Coomer (1) - Tony Fernández (5) - Nomar Garciaparra (2) - Derek Jeter (2) - José Offerman (2) - Cal Ripken Jr. (17) - Jim Thome (3) - Omar Vizquel (2) Zapolowi - Jose Canseco (3) - Shawn Green (1) - Ken Griffey Jr. (10) - Kenny Lofton (6) - Magglio Ordóñez (1) - Manny Ramirez (3) - B.J. Surhoff (1) - Bernie Williams (3) |  | Menadżer - Joe Torre Trenerzy - Jerry Manuel - Jimy Williams Honorowy kapitan - Carlton Fisk |

| Miotacze - Andy Ashby (2) - Kent Bottenfield (1) - Paul Byrd (1) - Mike Hampton (1) - Trevor Hoffman (2) - Randy Johnson (6) - José Lima (1) - Kevin Millwood (1) - Robb Nen (2) - Curt Schilling (3) - Billy Wagner (1) - Scott Williamson (1) Łapacze - Mike Lieberthal (1) - Dave Nilsson (1) - Mike Piazza (7) |  | Wewnątrzpolowi - Jeff Bagwell (4) - Jay Bell (2) - Álex González (1) - Jeff Kent (1) - Barry Larkin (10) - Mark McGwire (11) - Ed Sprague, Jr. (1) - Matt Williams (5) Zapolowi - Jeromy Burnitz (1) - Luis Gonzalez (1) - Vladimir Guerrero (1) - Tony Gwynn (15) - Brian Jordan (1) - Gary Sheffield (5) - Sammy Sosa (3) - Larry Walker (4) |  | Menadżer - Bruce Bochy Trenerzy - Jim Riggleman - Jack McKeon Honorowy kapitan - Orlando Cepeda |

- W nawiasie podano liczbę powołań do All-Star Game.

## Home Run Derby
| Fenway Park, Boston | Fenway Park, Boston | Fenway Park, Boston | Fenway Park, Boston | Fenway Park, Boston | Fenway Park, Boston | Fenway Park, Boston |
| Miejsce             | Zawodnik            | Klub                | Runda 1             | Runda 2             | Finał               | Suma                |
| ------------------- | ------------------- | ------------------- | ------------------- | ------------------- | ------------------- | ------------------- |
| 1.                  | Ken Griffey Jr.     | Seattle Mariners    | 3                   | 10                  | 3                   | 16                  |
| 2.                  | Jeromy Burnitz      | Milwaukee Brewers   | 6                   | 6                   | 2                   | 14                  |
| 3.                  | Mark McGwire        | St. Louis Cardinals | 13                  | 3                   | –                   | 16                  |
| 4.                  | Jeff Bagwell        | Houston Astros      | 5                   | 1                   | –                   | 6                   |
| 5.                  | Larry Walker        | Colorado Rockies    | 2                   | –                   | –                   | 2                   |
| 5.                  | Nomar Garciaparra   | Boston Red Sox      | 2                   | –                   | –                   | 2                   |
| 5.                  | B.J. Surhoff        | Baltimore Orioles   | 2                   | –                   | –                   | 2                   |
| 5.                  | Shawn Green         | Toronto Blue Jays   | 2                   | –                   | –                   | 2                   |
| 9.                  | Sammy Sosa          | Chicago Cubs        | 1                   | –                   | –                   | 1                   |
| 9.                  | John Jaha           | Oakland Athletics   | 1                   | –                   | –                   | 1                   |